# Monte Kaolino

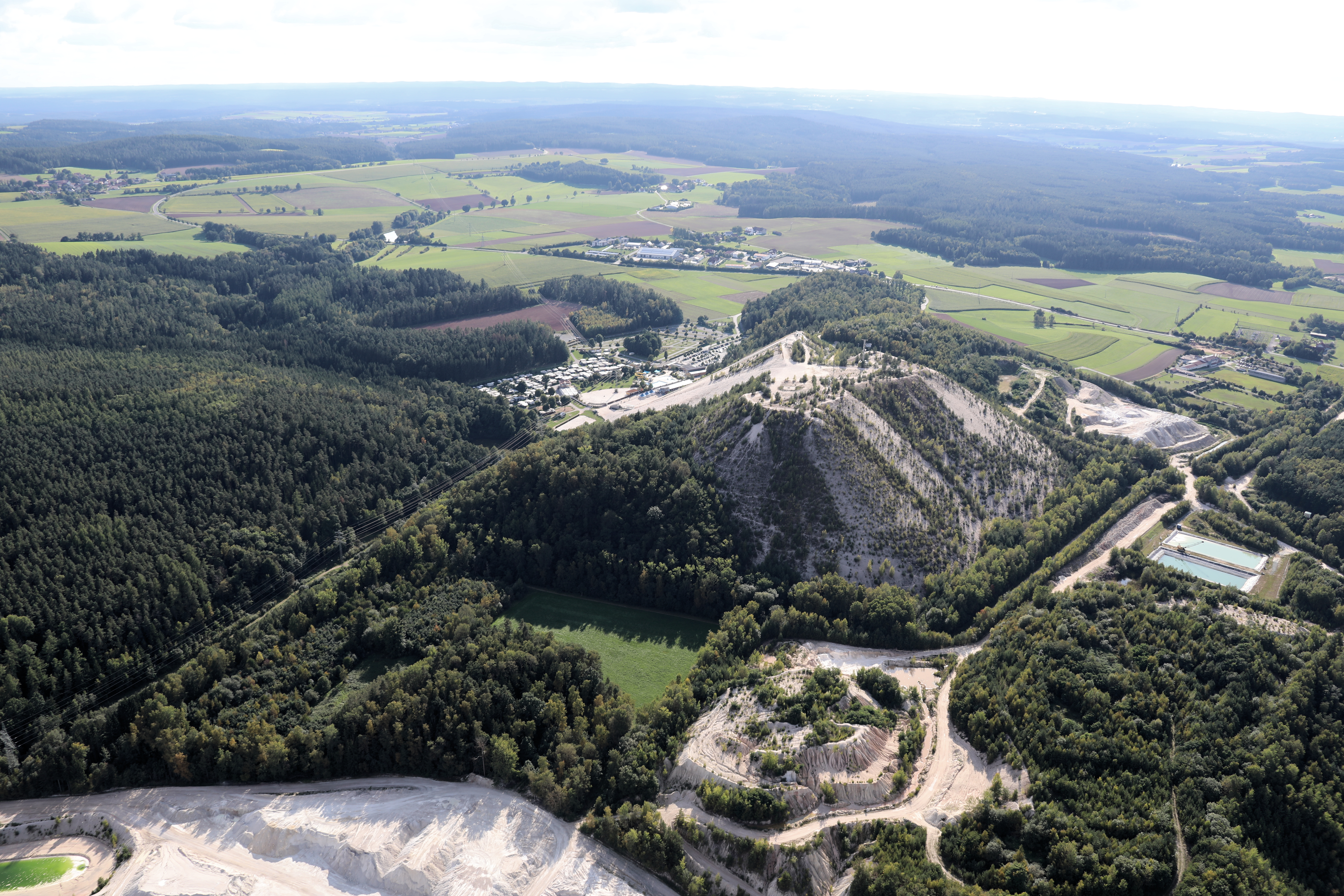
Schrägluftbild des Monte Kaolino von Nordosten (2023)

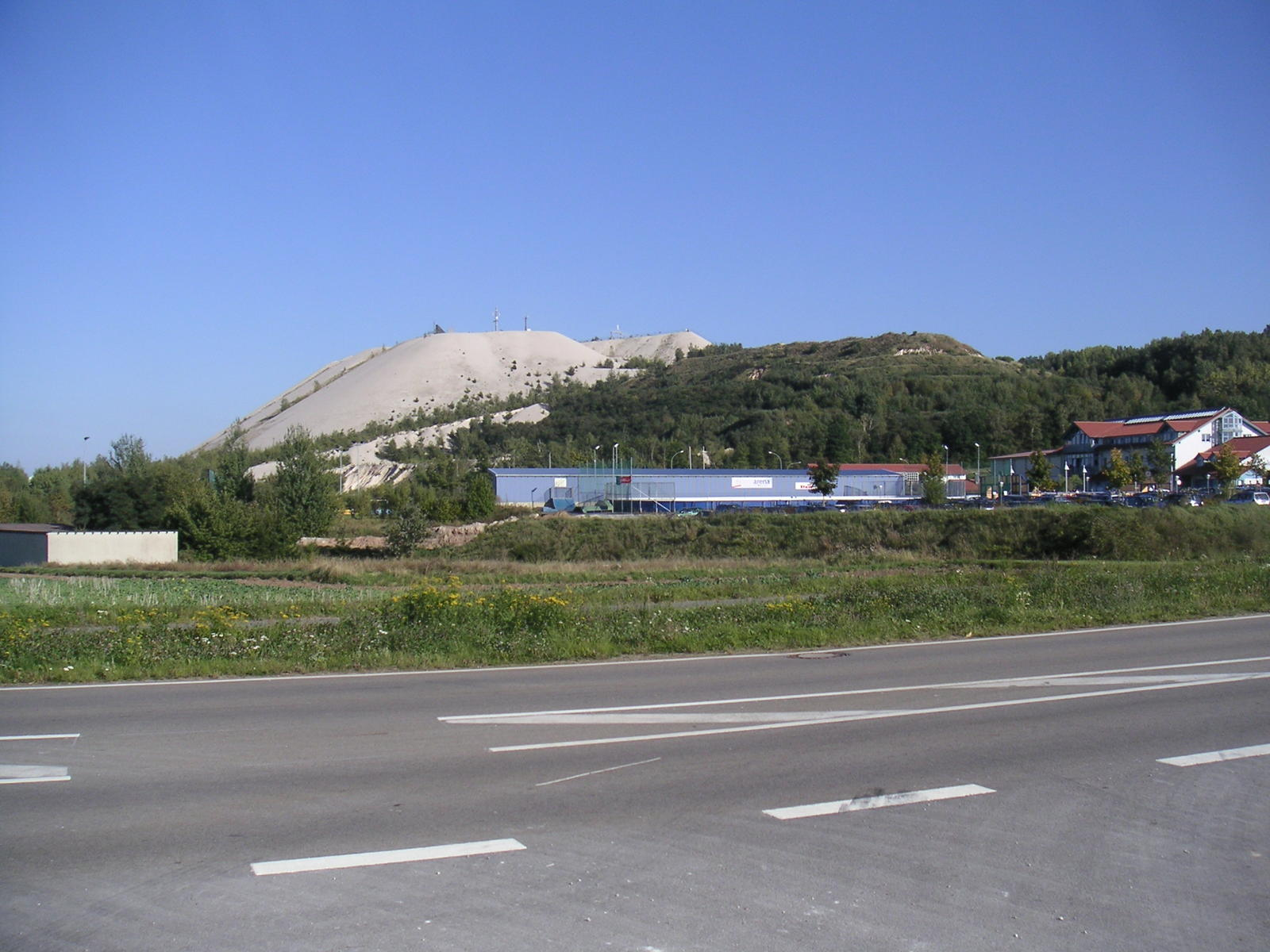
Monte Kaolino von Nordwesten (Hirschau, 2006)

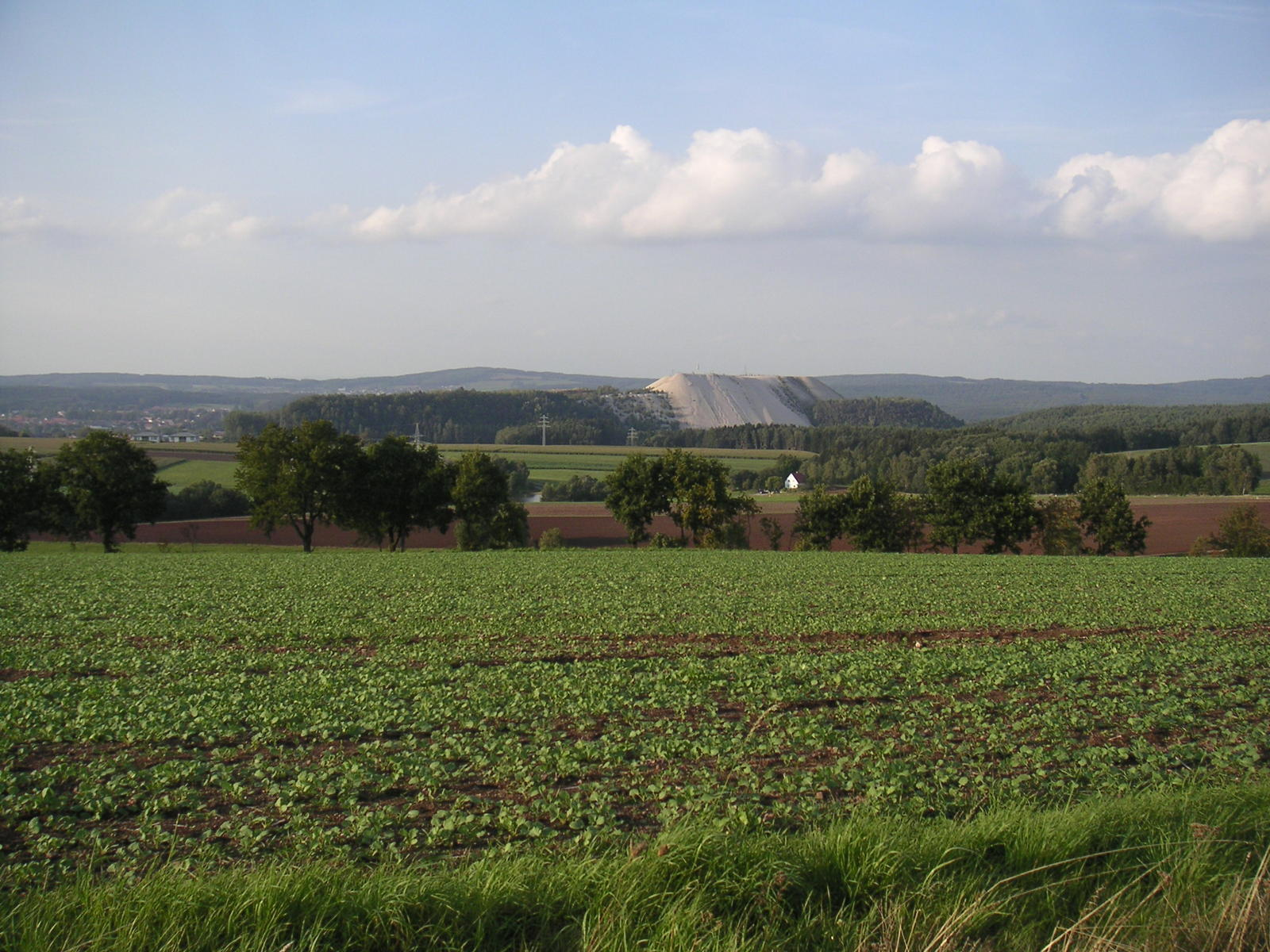
Monte Kaolino von Süden (Weiher, 2006)

Der Monte Kaolino (scherzhaft aus Monte, ital. für ‚Berg‘, und Kaolin) ist eine Halde im Stadtgebiet von Hirschau in der Oberpfalz in Bayern, knapp zwei Kilometer südöstlich des Stadtzentrums. Die Halde liegt größtenteils in der Gemarkung Hirschau, nach Osten hin zum Teil auch in der Gemarkung Scharhof. Sie ragt 120 m hoch aus der Umgebung heraus und besteht aus rund 35 Millionen Tonnen Quarzsand aus den benachbarten Kaolingruben.

## Entstehung und Geologie
Der Monte Kaolino entstand ab 1935 durch die Aufhaldung von Quarzsand, der ein Abfallprodukt der Kaolingewinnung im Raum Hirschau ist. Hierbei wird zunächst schwach verfestigter, kaolinhaltiger Sandstein (Kaolinsand, „Kaolinerde“) des Mittleren Buntsandsteins (Untertrias) im Tagebau abgebaut. Dieser Sandstein wurde vor mehr als 240 Millionen Jahren als feldspatreicher Sand abgelagert. Das Kaolin ging aus der nachfolgenden chemischen Verwitterung der Feldspatkörner hervor, wohingegen Quarz generell relativ resistent gegen chemische Verwitterung ist und deshalb bis heute erhalten blieb.
Bei der Gewinnung von Kaolin wird dieses in einem Werk der Amberger Kaolinwerke, das sich in unmittelbarer Nachbarschaft der Kaolingruben befindet, von dem Quarzsand-Tonmineral-Gemisch abgeschieden. Zwar ist Quarzsand ein Rohstoff für die Glasherstellung und im Bauwesen, jedoch fällt bei der Kaolingewinnung deutlich mehr Quarzsand ab, als von entsprechenden Verbrauchern abgenommen wird. Daher musste und muss immer noch ein großer Teil des Sandes auf Halde gelegt werden. So entstand der Monte Kaolino, der auch heute noch wächst, da über lange Förderbandstrecken weiterhin Sand am Nordhang der Halde deponiert wird.

## Geotopstatus

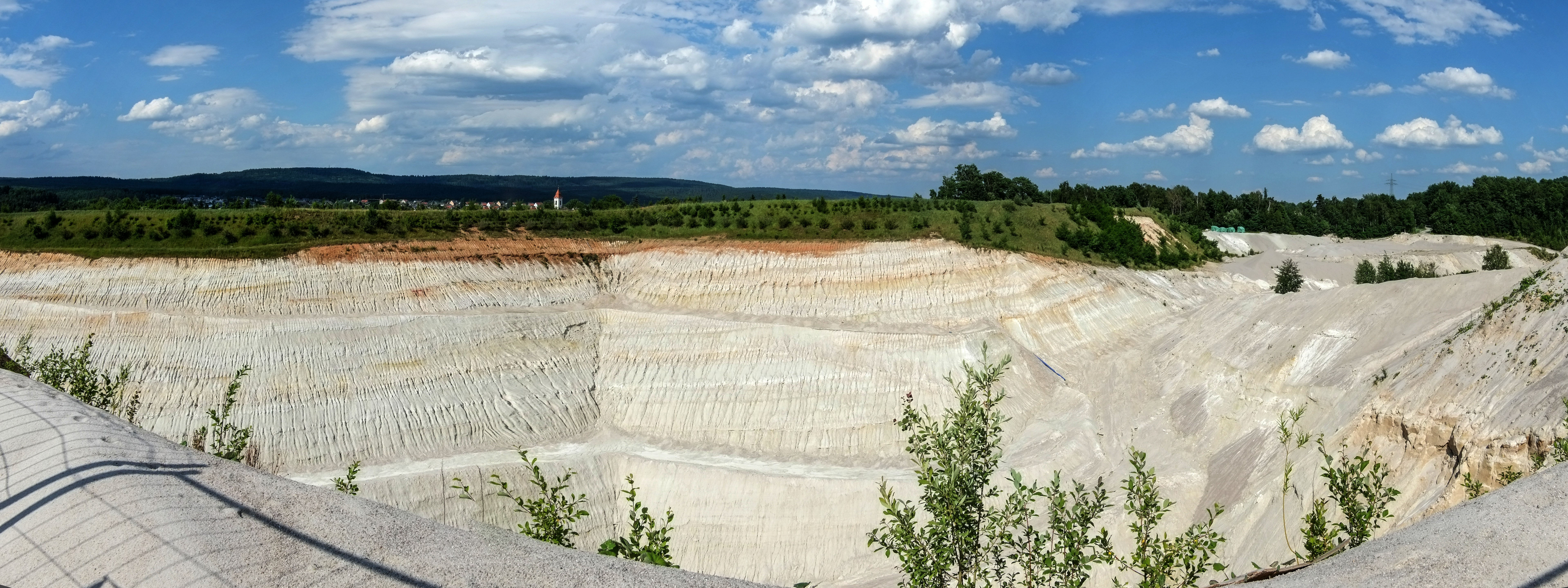
Weitwinkelaufnahme des östlichen Teils der Kaolingruben Hirschau-Schnaittenbach

Der „Monte Kaolino“ bei Hirschau ist vom Bayerischen Landesamt für Umwelt als schützenswertes Geotop ausgewiesen, ebenso die unmittelbar benachbarten Kaolingruben bei Hirschau-Schnaittenbach, in denen die Kaolinsande abgebaut wurden und werden. Die Kaolingruben werden zudem in der offiziellen Liste „Bayerns schönste Geotope“ geführt.
Siehe hierzu auch die Liste der Geotope im Landkreis Amberg-Sulzbach.

## Freizeitpark
Am Südhang errichtete die Stadt Hirschau schon in den 1950er Jahren ein Freizeitgelände. Im Jahre 2007 wurde das Freizeitgelände vollständig erneuert.

### Freibad
Das 1959 errichtete alte Freibad wurde im Jahre 2007 abgerissen und durch ein neues ersetzt. Das neue, sogenannte Dünenbad, umfasst eine 50 m lange Wasserrutsche, ein 70 m² großes Kinderbecken und ein Erlebnisbecken mit Sprudler und Schwalldüsen. Zudem wurde ein neues Schwimmbecken mit 25 m und Sprungbereich (1 m und 3 m) gebaut. Das Freibad ist beheizt. Die dazu nötige Energie kommt aus Solarabsorbern sowie einer Biogasanlage.

### Sandskistrecke
Bereits 1957 entdeckte man, dass sich der Sandhang zum Skifahren und zum Sandboarding eignet. Der Monte Kaolino verfügt über eine Standseilbahn, die Monte-Kaolino-Bahn. Alljährlich finden auf der 260 m langen und rund 35 Grad steilen Abfahrtsstrecke internationale Meisterschaften im Sandski- und Sandboardfahren statt. Auch Wanderer können den Gipfel ersteigen und die Aussicht genießen. Das Steigen fällt jedoch schwer, da der Sand bei jedem Schritt nachgibt.

### Hochseilgarten
Dem Besucher des Waldhochseilgartens stehen fünf Parcours zur Verfügung. Je nach Schwierigkeitsgrad bewegen sich die Höhen der Parcours von etwa vier Metern bis über zwölf Meter.

### Inlinerstrecke
2008 wurde im nördlichen Bereich des Monte Kaolino eine 3,5 km lange Inlinerstrecke fertiggestellt. Diese ist je nach Jahreszeit mit Rollskiern, Inlinern, Langlaufskiern oder zu Fuß benutzbar.

### Sommerrodelbahn
Im September 2008 wurde eine Alpine-Coaster-Strecke unter dem Namen Monte Coaster in Betrieb genommen. Diese überwindet auf einer Strecke von etwa 800 m eine Höhendifferenz von 120 m bei durchschnittlich 8 bis 9 Grad (max. 24 Grad) Neigung. Die Bahn ist mit 42 schienengeführten Coasterschlitten bestückt. Betreiber der Anlage ist der SC Monte Kaolino Hirschau.

### Adventure-Golf
Seit 2014 besteht im unteren Bereich des Südhangs des Monte Kaolinos eine aus 18 Bahnen bestehende Adventure-Golf-Anlage.

### Geopark
Der „GeoPark Kaolinrevier Hirschau-Schnaittenbach“ zeichnet sich als Geopark dadurch aus, dass hier noch ein ständiger Wandel in der Industrielandschaft im Gange ist und dieser Prozess an den 12 Stationen des Parks gut nachvollzogen werden kann. Mit dem Geopark werden Akzente gesetzt, die auch nach der Beendigung der Bergbautätigkeit die Bedeutung der Rohstoffnutzung für den Raum erkennen lassen.

### Camping
Der ebenfalls bereits in den 1950er Jahren angelegte Campingplatz wurde im Jahr 2007 deutlich vergrößert. Auch Dauercamping ist möglich.

### Farbenwald
Der Farbenwald ist der meditative Bereich der Freizeitanlage am Monte Kaolino. In einem Birkenwäldchen auf dem Plateau einer ehemaligen Abraumhalde wurde ein Rundweg angelegt, zu dem man über den Parcours der Bogenschützen (Station 15 und 16) gelangt. Entlang des Rundweges wurden zehn große Farbstelen aufgestellt, die mit farbigem Coloritquarz – einem Nebenprodukt des Kaolinabbaus – beschichtet sind. Der Farbenwald wurde von der Künstlerin Evi Steiner-Böhm gestaltet.

### Erlebnis- und Abenteuerspielplatz
Vor dem Eingang zur Gastronomie befindet sich ein Kinderthemenspielplatz zum Thema Kaolin.

### 1210 Club
Bis zur Schließung am 31. Dezember 2005 bestand am Fuße des Monte Kaolino ein Techno-Club namens 1210 Club.

### Galerie

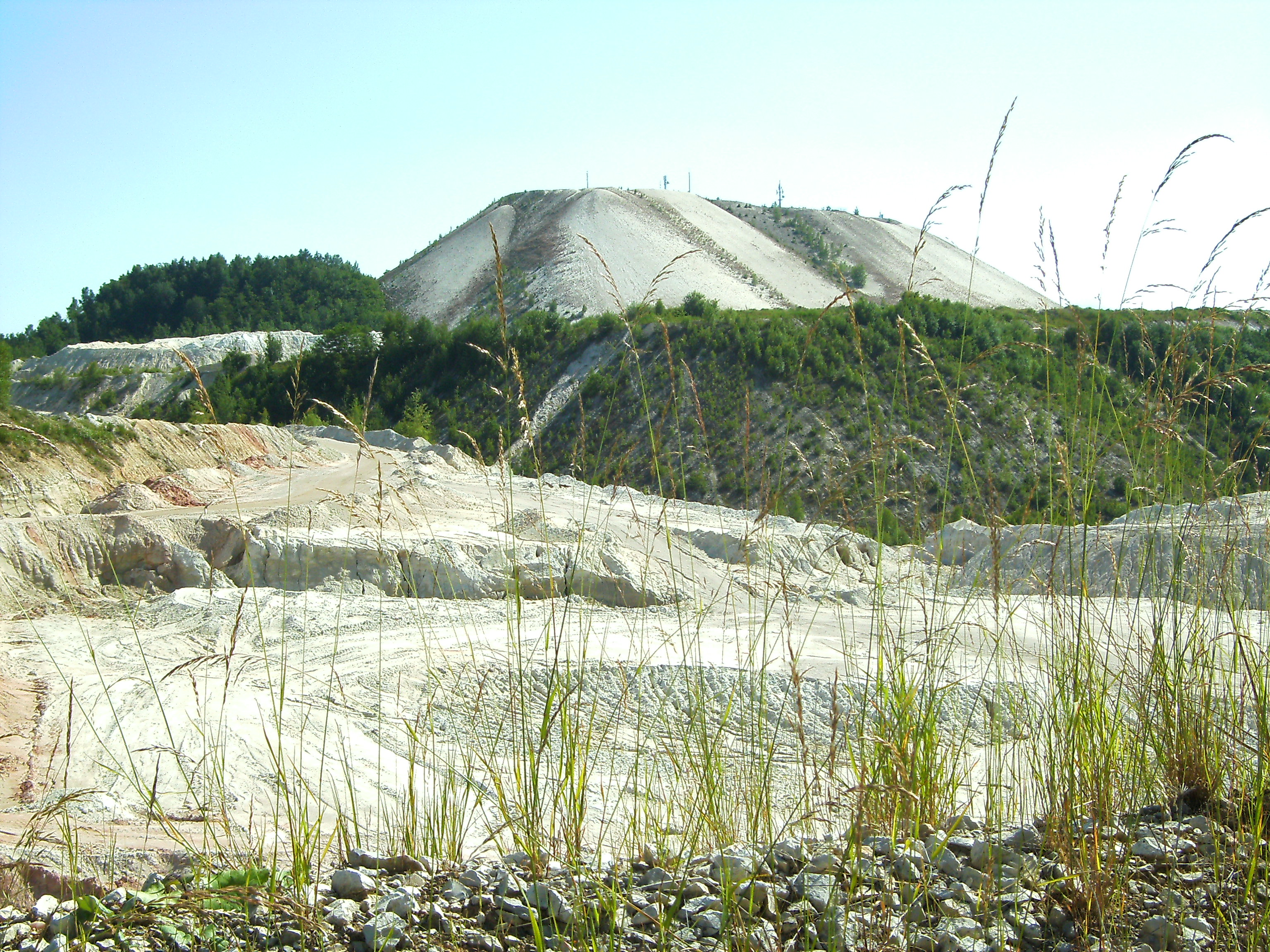
Der Monte Kaolino vom westlichen Teil der Kaolingruben aus gesehen
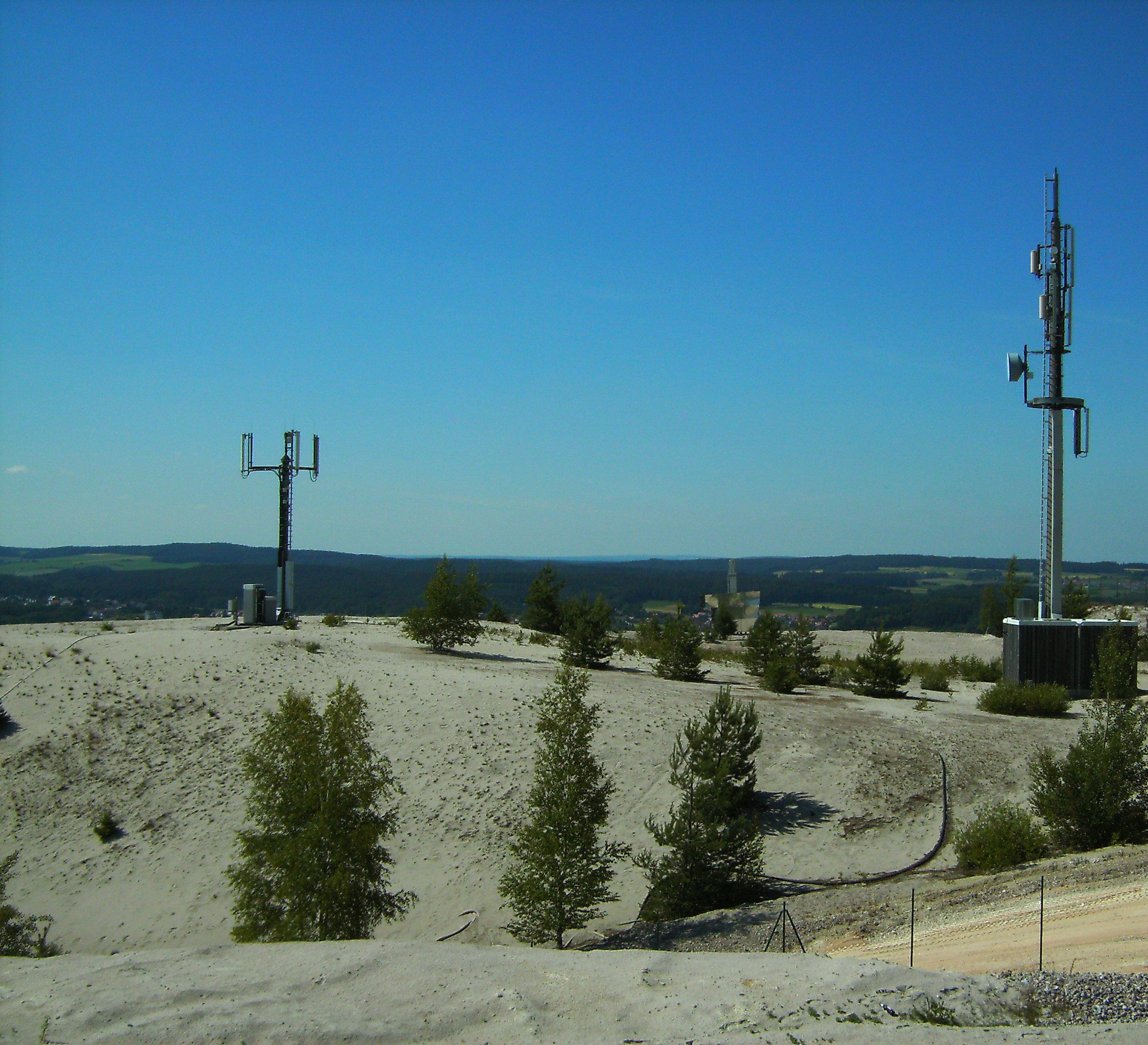
Mobilfunktürme auf dem Monte Kaolino
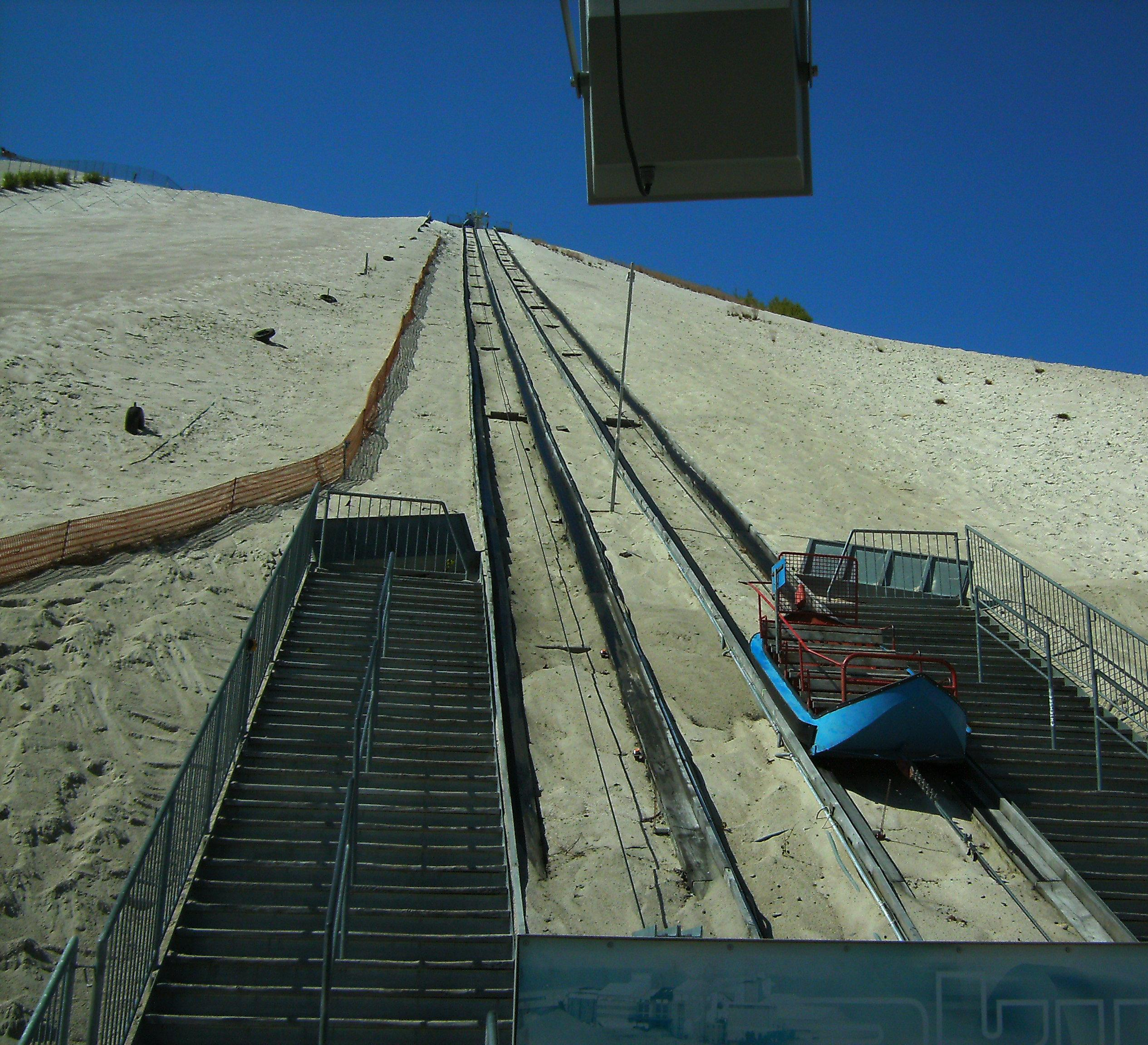
Seilbahn auf dem Monte Kaolino
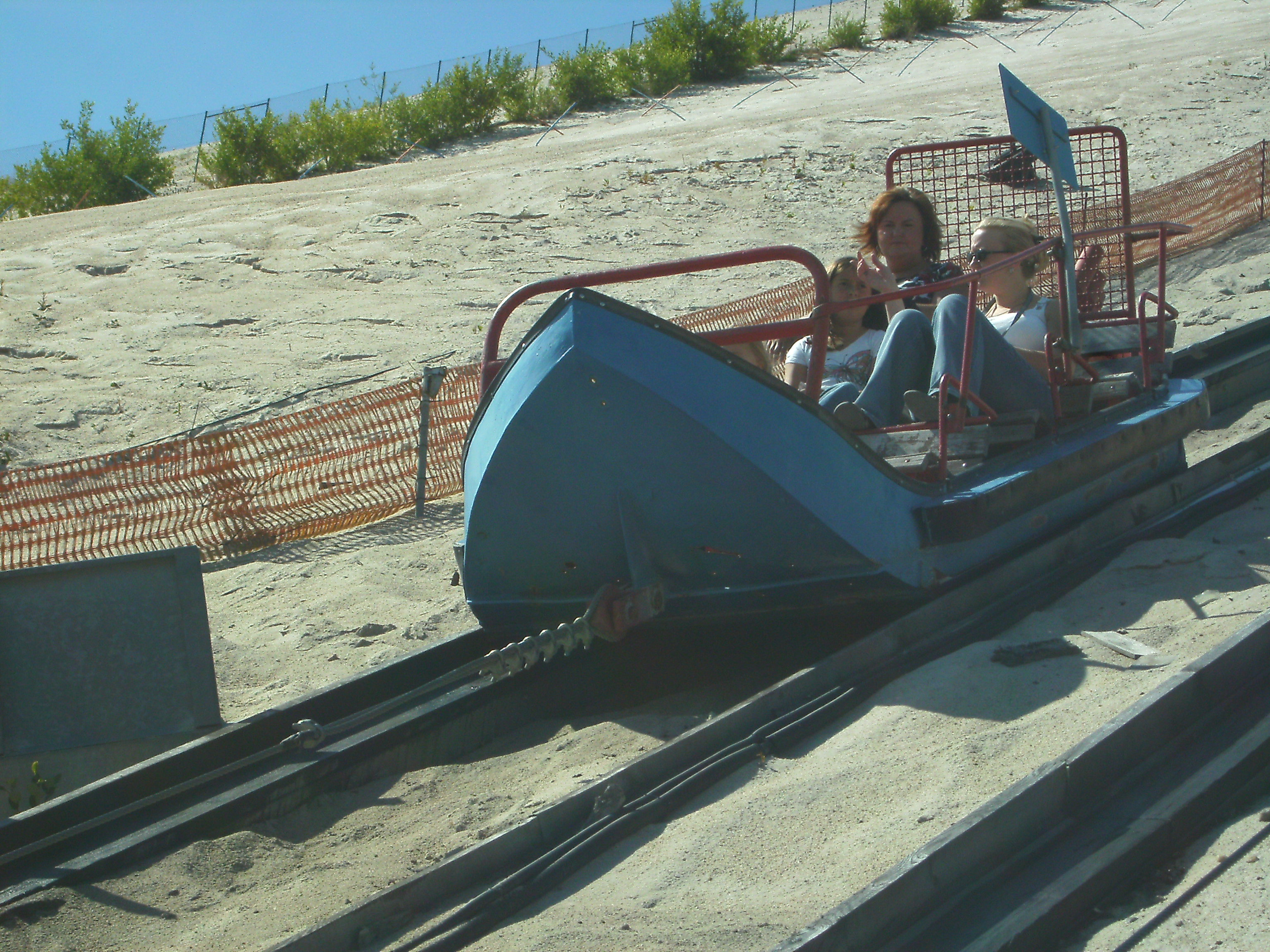
Fahrzeug der Seilbahn
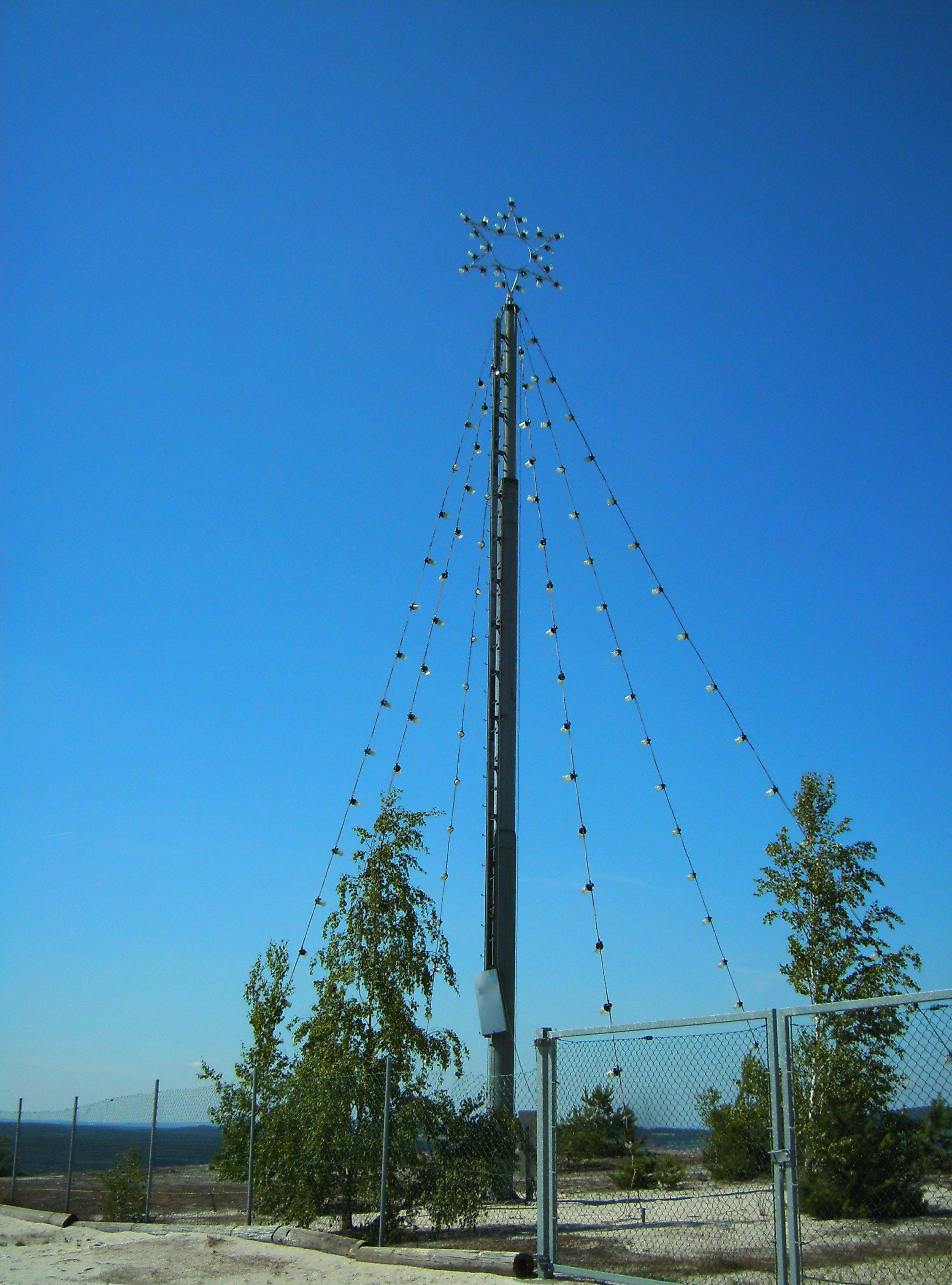
Lichtermast auf dem Monte Kaolino
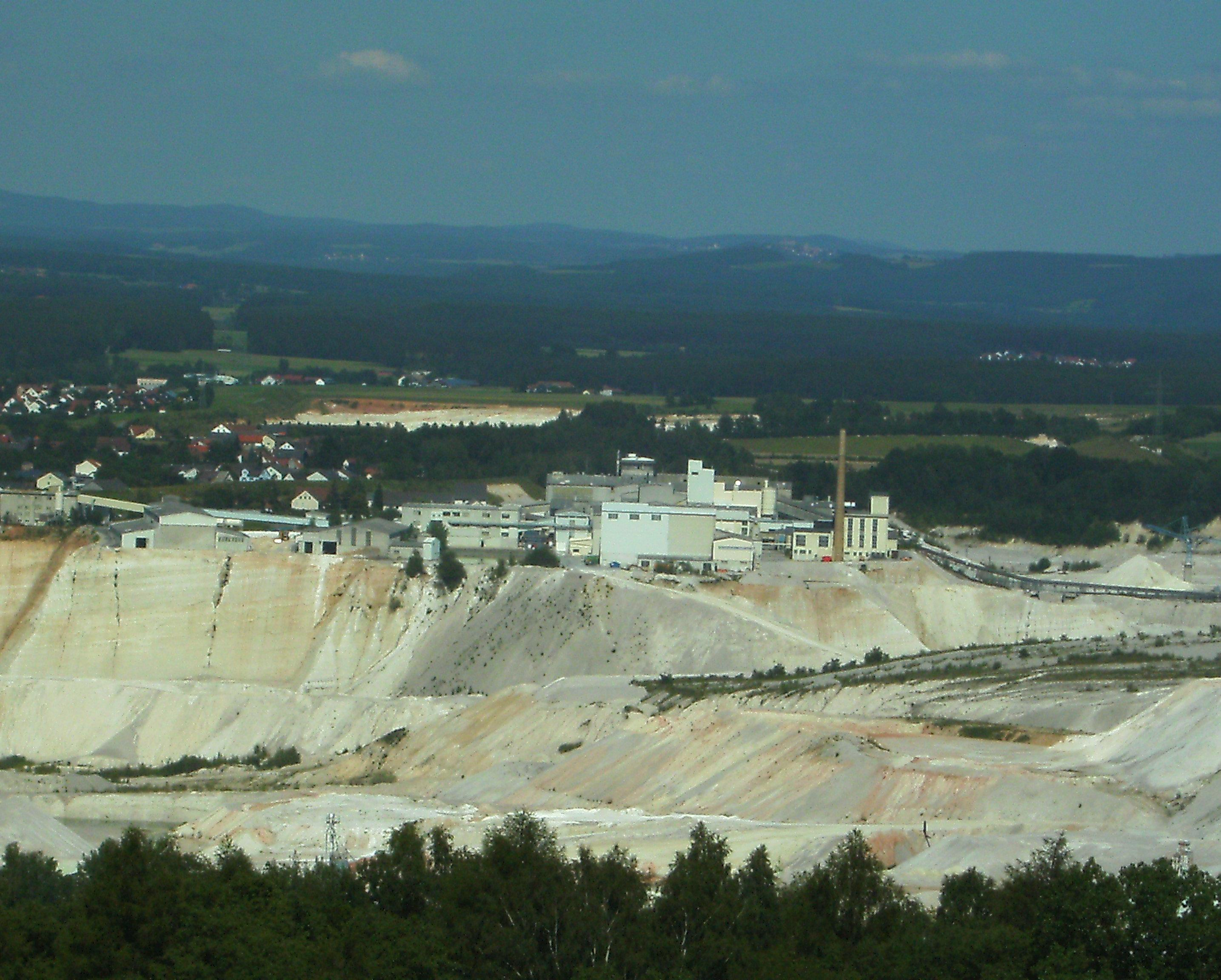
Blick vom Monte Kaolino auf Hirschau
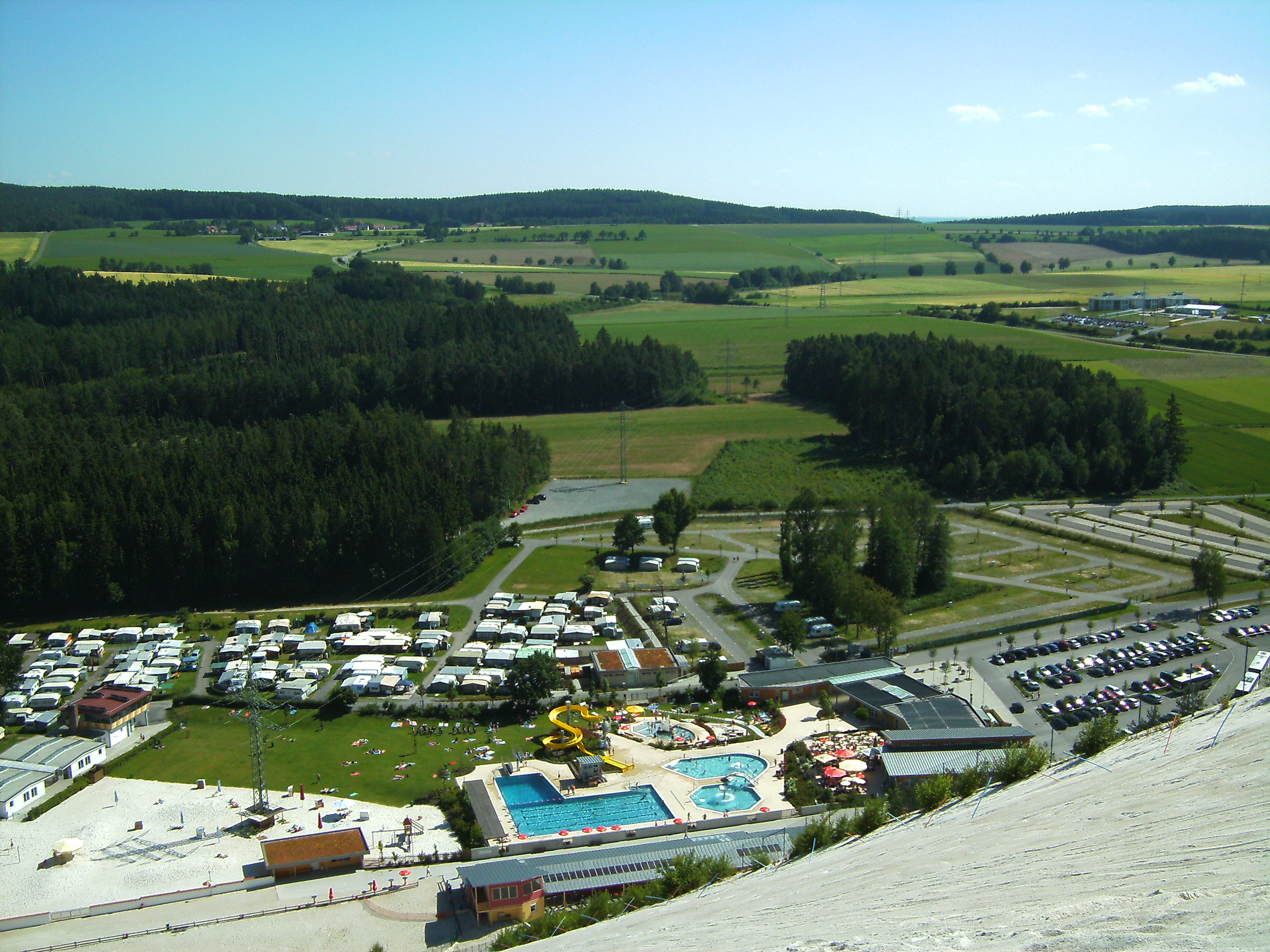
Blick vom Monte Kaolino auf das Freibad